# Tansei–3
Tansei–3 (jelentése: kék színű - ) Japán tudományos műhold.

## Küldetés
A Tokiói Városi Egyetem (University of Tokyo) tervei alapján négy Tansei tesztműhold készült. A NASDA (National Space Development Agency/Japán Nemzeti Űrfejlesztési Hivatal) és az ISAS (Institute of Space and Astronautical Science/Japán Űr- és Asztronautikai Intézmény) együttműködésével 1971-1980 között indították, tesztelték a műholdat (működőképességét, irányító, követő rendszerét), a Mu hordozórakétát (előkészítés, kilövés, üzemeltetés) és a kapcsolódó követő rendszerek összhangját. A Tansei műholdsorozat harmadik tagja.

## Tansei
- Tansei–1
- Tansei–2
- Tansei–3
- Tansei–4

## Jellemzői
1977. február 19-én a Kagosimai ISAS űrközpontból (Kagosima Space Center) egy Mu–3H–1 hordozórakétával állították magas Föld körüli pályára (HEO = High-Earth Orbit).
Megnevezései: Tansei–3; Tansei–3 (1977-012A); Mu Satellite–Test (MS–T3). Kódszáma: SSC 9841.
Az űreszköz hengeres formájú, átmérője 93,12, magassága 80 centiméter, hasznos tömege 134,1 kilogramm. Lassú forgású, giroszkóppal stabilizált műhold. Mérte a giroszkóp sebességének változását, valamint Spin-tengelyes rendszere segítségével a geomágneses mező állapotát. Technikai elemei – telemetria adó, a  Command vevő és dekódoló, a mágnesszalagos adatrögzítő. Az űreszköz felületét napelemek borították, éjszakai (földárnyék) energia ellátását ezüst-cink akkumulátorok biztosították. Pályakorrekciók elősegítésére hideg gáz fúvókákat alkalmaztak, működésük hatékonyságát folyamatosan mérték (az elzáró szelep meghibásodott). Rendelkezett egy UV–kamerával és fényképezőgéppel. Az optikai követés mellett elektronikus (radar) követést biztosított. Az orbitális egység pályája 134,3 perces, 65,8 fokos hajlásszögű, elliptikus pálya perigeuma 800 kilométer, az apogeuma 3800 kilométer volt.
Aktív tevékenységét 1977. március 8-án befejezte működését. A légkörbe történő belépésének ideje ismeretlen.